# Flashback: Estiu sagnant
Flashback: Estiu sagnant (títol original: Flashback – Mörderische Ferien) és una pel·lícula alemanya  de terror dirigida per Michael Karen. Ha estat doblada al català.

## Argument
Amb nou anys, Jeannette Fielmann ha estat el testimoni de l'assassinat dels seus pares. Després de llargs anys passats en un centre psiquiàtric, el seu psiquiatre pensa que és a punt d'arrencar una nova vida. Li procura un treball per a les vacances d'estiu: donar lliçons en italià al fill i a les dues filles d'un amic. Però el seu passat torna a sortir: algunes persones desapareixen, l'homicida torna.

## Repartiment
- Valerie Niehaus (Jeanette Fielmann)
- Xaver Hutter (Leon Schroeder)
- Alexandra Neldel (Melissa Schroeder)
- Simone Hanselmann (Lissy Schroeder)
- Erich Schleyer (Dr. Martin)
- Detlev Buck (Psiquiatre)
- Katja Woywood (Ella)
- Christian Näthe (Paul)
- Elke Sommer (Frau Lust)
- Fabian Zapatka (Jörg)
- Allegra Curtis (Michelle Fielmann)
- Marina Mehlinger (Saskia)